# Černá hora (berg i Tjeckien, Liberec)
Černá hora är ett berg i Tjeckien.   Det ligger i regionen Liberec, i den norra delen av landet, 80 km nordost om huvudstaden Prag. Toppen på Černá hora är 811 meter över havet. Černá hora ingår i Ještědské Pohoří.
Terrängen runt Černá hora är huvudsakligen lite kuperad.Runt Černá hora är det tätbefolkat, med 659 invånare per kvadratkilometer. Närmaste större samhälle är Liberec, 5,5 km öster om Černá hora. Omgivningarna runt Černá hora är en mosaik av jordbruksmark och naturlig växtlighet.